# Мишельбак-ле-Ба
Мишельба́к-ле-Ба (фр. Michelbach-le-Bas) — коммуна на северо-востоке Франции в регионе Гранд-Эст (бывший Эльзас — Шампань — Арденны — Лотарингия), департамент Верхний Рейн, округ Мюлуз, кантон Сен-Луи. До марта 2015 года коммуна административно входила в состав упразднённого кантона Юненг (округ Мюлуз).
Площадь коммуны — 4,94 км², население — 719 человек (2006) с тенденцией к стабилизации: 708 человек (2012), плотность населения — 143,3 чел/км².

## Население
Численность населения коммуны в 2011 году составляла 703 человека, а в 2012 году — 708 человек.
| 1962 | 1968 | 1975 | 1982 | 1990 | 1999 | 2006 | 2008 | 2011 | 2012 |
| ---- | ---- | ---- | ---- | ---- | ---- | ---- | ---- | ---- | ---- |
| 251  | 285  | 403  | 583  | 627  | 724  | 719  | 707  | 703  | 708  |

Динамика населения:

## Экономика
В 2010 году из 511 человек трудоспособного возраста (от 15 до 64 лет) 359 были экономически активными, 152 — неактивными (показатель активности 70,3 %, в 1999 году — 75,5 %). Из 359 активных трудоспособных жителей работали 336 человек (182 мужчины и 154 женщины), 23 числились безработными (15 мужчин и 8 женщин). Среди 152 трудоспособных неактивных граждан 35 были учениками либо студентами, 69 — пенсионерами, а ещё 48 — были неактивны в силу других причин.
На протяжении 2011 года в коммуне числилось 298 облагаемых налогом домохозяйств, в которых проживало 701,5 человек. При этом медиана доходов составила 34058 евро на одного налогоплательщика.

## Достопримечательности (фотогалерея)

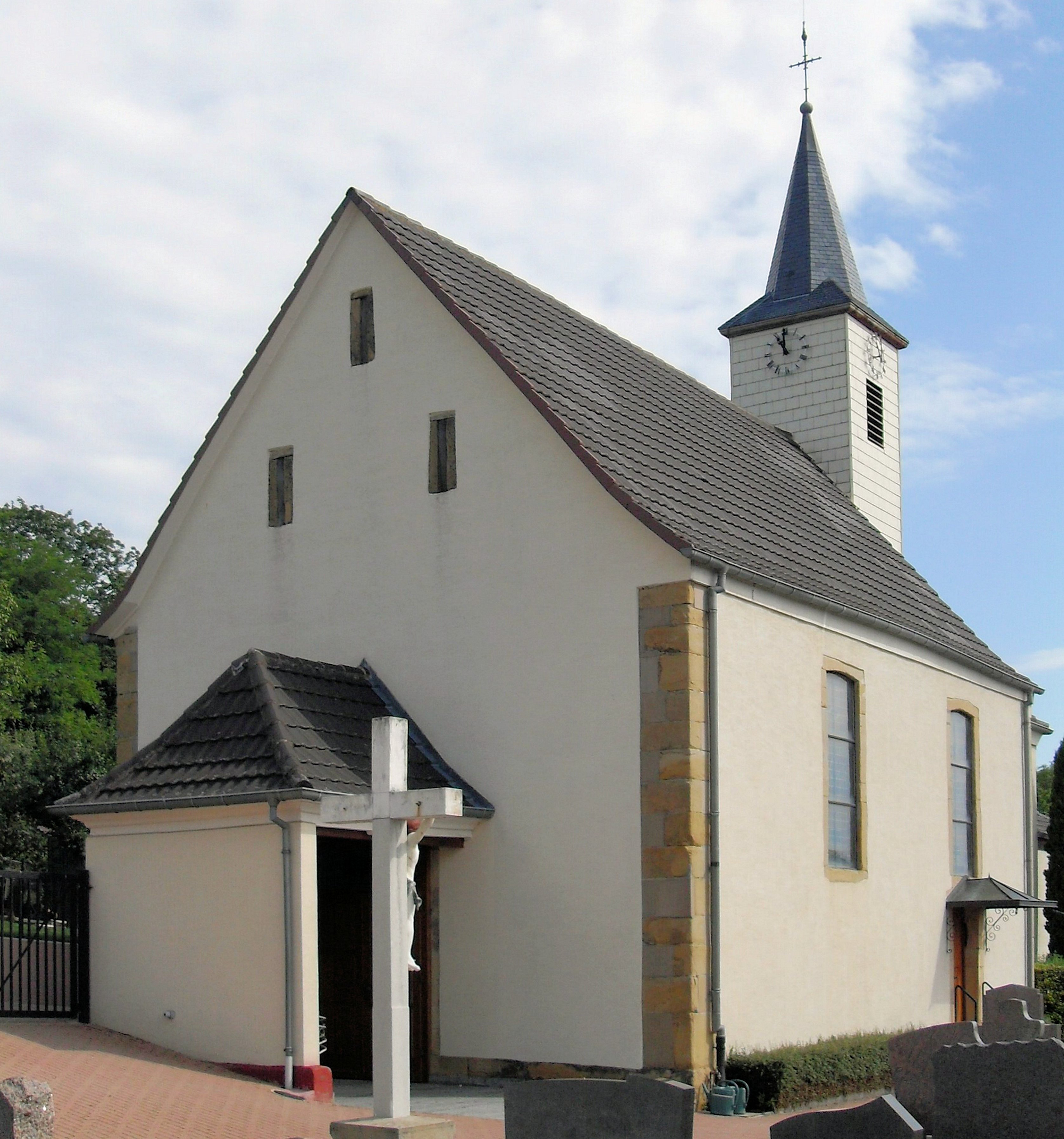
Церковь